# Мухаммед ібн аль-Тумна
Мухаммед ібн Ібрагім ібн Тумна (араб. محمد بن إبراهيم، ﺍﺑﻦ ﺍﻟﺜمنـة‎; д/н — 5 березня 1062) — емір Сиракузької тайфи в 1053—1062 роках. Мав лакаб аль-Кадір біллах («Могутній»). У християн відомий як Беттумен.

## Життєпис
Походив з арабської знаті м. Сіракуз. У 1040—1041 роках брав участь у звільненні міста від візантійців. Згодом отримав посаду каїда (військового губернатора міста). Після 1044 року підтримав повстання проти влади Хасана II, еміра Сицилії.
1050 року став фактично незалежним правителем. 1053 року після втечі Хасана II до Мальти прийняв титул еміра. Згодом вступив у конфлікт з Ібн Маклаті, еміром Катанії, завдавши тому близько 1054 року поразки. Він захопив дружину останнього — Маймуну, сам оженившись на ній. При цьому приєднав Катанію до своїх володінь. За цим почав війну проти Абдаллаха ібн Манкута, еміра Драпана, якого до 1059 року переміг. Увійшов до Палермо, де був оголошений еміром Сицилії та прийняв почесне ім'я аль-Кадір Біллах, що зазвичай робили самостійні султани або халіфи.
1060 року дружина Маймуна втекла до свого брата Ібн аль-Хавваса, еміра Агрігента. Останній відкинув вимогу Ібн Тумни повернути йому дружину, що спричинило війну. Спочатку Ібн Тумна взяв в облогу Каср-Янні, але невдовзі в битві біля цього міста зазнав нищівної поразки від Ібн аль-Хавваса.
За цих обставин рушив до норманських графів Рожером і Робертом Отвілями, що завершували підкорювати Калабрію. Ті зголосилися виступити на боці Ібн Тумни. Натомість емір Сиракуз погодився визнати зверхність Рожера.
У 1061 році спільно з Рожером Отвілем захопив Рометту і Міли, які втім дісталися норманам. Але їхні спроби зайняти Мессіну виявилися невдалими. Втім вже через 3 місяці нормани все ж захопили Мессіну. Слідом за цим спільно з Тумною рушили проти Каср-Янні, яку взяли в облогу. Згодом союзники завдали тяжкої поразки Ібн аль-Хаввасу біля цього міста, але самого Каср-Янні взяти не змогли. За цим нормани передали Ібн Тумні східну й частину центральної Сицилії, окрім Мессіни і Міл, долини Валь-Демоне з м. Рометта.
1062 року Ібн Тумна і Рожер Отвіль почали нову військову кампанію проти Ібн аль-Хавваса. Спочатку було захоплено місто Петралія. Але згодом Рожер повернувся до Калабрії, і емір Сіракуз продовжив військові дії самостійно. Він просунувся до західної Сицилії, але невдовзі біля Ентелли потрапив у засідку Абдаллаха ібн Манкута, еміра Драпані, зазнав поразки й загинув. В місті Катанія влада перейшла до місцевої олігархії. В СІракузах спадкував син ібн аль-Тумни.